# Wudi
För andra betydelser, se Wudi (olika betydelser).
Wudi, tidigare romaniserat Wuti, är ett härad som lyder under Binzhous stad på prefekturnivå i Shandong-provinsen i norra Kina.